# CiteULike
CiteULike era un servicio web que permitía a los usuarios guardar y compartir referencias  de publicaciones académicas (artículos, conferencias, informes...). Basado en los principios de los marcadores sociales, el sitio pretendía promover y desarrollar el intercambio y difusión de referencias científicas entre investigadores. De la misma manera enq ue era posible de catalogar páginas web (con Furl y delicious) o fotografías (con Flickr), los científicos podrían compartir información de referencias con CiteULike.  Richard Cameron desarrolló CiteULike en noviembre  de2004,  y en 2006 se estableció la compañía Oversity Ltd. para desarrollar y dar soporte a CiteULike. En febrero de 2019, CiteULike anunció que   cesaba sus operaciones y cerraba el servicio el 30 de marzo de 2019.

## Principios básicos
Inicialmente, uno añadió una referencia a CiteULike directamente de dentro de un navegador de web, sin necesitar un programa separado.  Para bases de datos en línea comunes como PubMed, nombres de autor, título, y otros detalles estuvieron importados automáticamente. El usuario podía añadir etiquetas manualmente para agrupar referencias. El servicio ofrecía búsqueda de referencias públicas para todos los  usuarios. Las referencias podían ser exportadas vía BibTeX o RIS para ser utilizados en otros gestores de referencias bibliográficas. 
CiteULike proporcionaba bookmarklets para añadir rápidamente referencias de las páginas web de los sitios  como Amazon.com, arxiv.org, JSTOR, PLoS, PubMed, SpringerLink, y ScienceDirect. También se podían incorporar referencias manualmente. Éstas podían ser etiquetadas para hacer más fácil su organización y recuperación. Las etiquetas más frecuentes se mostraban en una fuente proporcionalmente más grande, y generaban navegación automática a la referencias etiquetadas.

## Software
CiteULike se programó en lenguaje Tcl, con plugins complementarios escritos en Python, Perl, Ruby y Tcl; algunos los módulos adicionales fueron desarrollados en Java; los datos se almacenaban utilizando PostgreSQL. El software detrás del servicio era propietario, pero el dataset estaba dominio público.